# Vallo di Diano
Vallo di Diano je úrodná oblast na jihu italské Kampánie. Oblast je hojně navštěvována turisty, k hlavním lákadlům patří např. klášter Certosa di Padula.
Od roku 1991 náleží oblast do Národního parku Cilento, Vallo di Diano a Alburni a od roku 1998 je součástí světového dědictví.